# Bitter Lemon

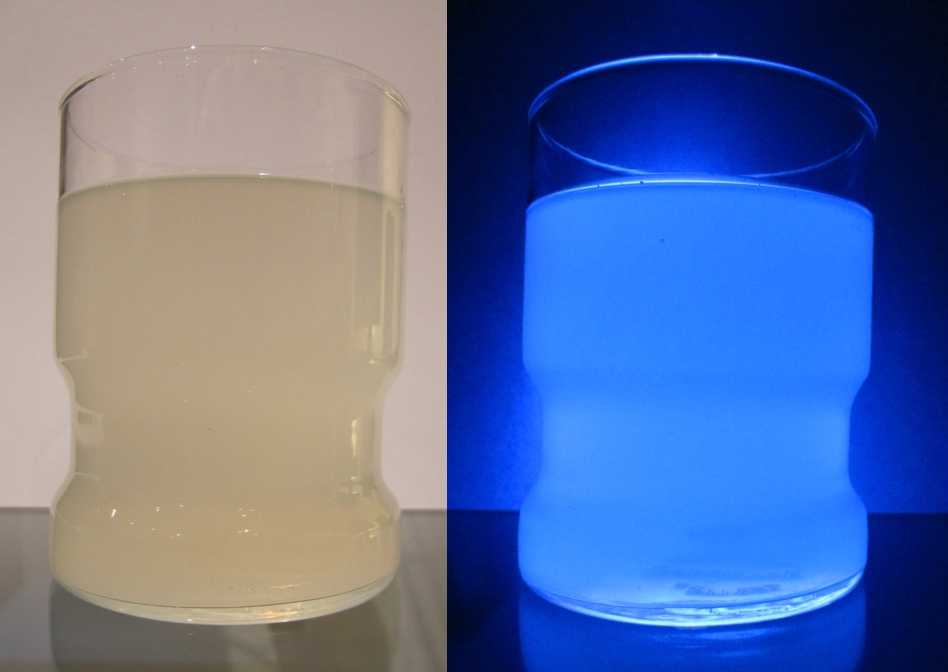
Bitter Lemon en lumière normale et sous lumière UV ; la quinine qu'il contient fait briller le liquide.

Bitter Lemon (anglais pour « citron amer ») est une boisson gazeuse, contenant de la quinine, laiteuse et trouble, qui fait partie des limonades amères.

## Histoire
La boisson était à l'origine fabriquée à partir de citrons. Cependant, dans les marques commerciales d'aujourd'hui, on ajoute tout au plus quelques pour cent de jus de citron, ou comme substituts acide citrique, des arômes naturels et artificiels. Le citron amer a un goût amer en raison de l'ajout de jusqu'à 85 milligrammes de quinine par litre. Il y a 34 mg de quinine par litre dans le Bitter Lemon vendu sous la marque Schweppes.
Le Bitter Lemon, tout comme l'eau tonique, était autrefois utilisé par les puissances coloniales pour prévenir la malaria. Aujourd'hui, la teneur en quinine est beaucoup plus faible, de sorte qu'elle n'est plus un moyen de prévention efficace contre le paludisme.

## Risques pour la santé
Si des boissons contenant de la quinine sont consommées pendant la grossesse, le nourrisson peut développer une dépendance à la quinine, ce qui se manifeste après la naissance par de graves symptômes de sevrage.
Les patients souffrant d'acouphènes devraient également éviter de consommer de grandes quantités de boissons contenant de la quinine, selon l'Institut fédéral allemand d'évaluation des risques allemand. En cas d'hypersensibilité, même de petites quantités de quinine peuvent provoquer une grande variété de réactions, telles que des réactions gastro-intestinales (affectant le tube digestif) ou neurologiques (affectant le système nerveux) - tels que les troubles de la vision et la confusion.

## Utilisation dans les sports
La quinine favorise la performance anaérobique à court terme, en particulier dans les sprints jusqu'à environ 10 secondes. Dans un test de Wingate, les performances après un rinçage de bouche et l'ingestion d'une solution de quinine (2 mmol de quinine pour 1 litre d'eau) étaient significativement 3,5 à 3,7 % meilleures chez les athlètes bien entraînés que sans. C'est environ huit fois plus qu'une consommation de Schweppes Bitter Lemon. La quantité de liquide ingérée était basée sur le poids corporel des athlètes masculins uniquement et était de 0,36 ml/kg de poids corporel, ce qui équivaut à entre 25 et 35 ml. La quinine ne figure pas à l'index du dopage.